# جورج كينغ (سياسي)
جورج كينغ هو سياسي لاتفي، ولد في 21 ديسمبر 1814 في ريغا في لاتفيا، وتوفي في 22 يونيو 1894 في توومبا في أستراليا. انتخب عضو الجمعية التشريعية نيو ساوث ويلز.